# Cardàmila
Cardàmila (grec antic: Καρδαμύλη) era una antiga ciutat de Messènia, un dels set llocs que Agamèmnon va oferir a Aquil·les, segons la Ilíada. Estava situada sobre una muntanya rocosa a 7 estadis del mar i a 60 de Leuctra de Messènia, segons Pausànias i Estrabó. Heròdot diu que era una ciutat de Lacònia, car Messènia, en època de l'historiador, estava inclosa dins del territori de Lacònia.
Quan Messènia va aconseguir la independència, Cardàmila va tornar a ser una de les seves possessions, però finalment en va tornar a ser separada per August i assignada a Lacònia quan va fundar l'Eleutero-Lacònia. Pausànias descriu un santuari d'Atena i un altre d'Apol·lo Carneu a la ciutat, i en un barri un temple dedicat a les Nereides. En parlen també Plini el Vell i Claudi Ptolemeu.
Hi ha ruïnes de la ciutat al lloc anomenat actualment Kardamyli, a uns 1.300 metres del mar.